# Cyclophora orbicularium
Cyclophora orbicularium là một loài bướm đêm trong họ Geometridae.